# Patrick DiMarco
Patrick Scott DiMarco (Altamonte Springs, 30 aprile 1989) è un giocatore di football americano statunitense che ha militato nel ruolo di fullback nella National Football League (NFL).

## Carriera professionistica

### Kansas City Chiefs
Dopo non essere stato scelto nel Draft NFL 2011, DiMarco firmò con i San Diego Chargers, da cui fu svincolato senza mai scendere in campo. L'anno seguente passò ai Kansas City Chiefs, disputando quattro gare come titolare in cui bloccò per Jamaal Charles. Fu svincolato il 2 maggio 2013.

### Atlanta Falcons
Il 30 maggio 2013, DiMarco firmò con gli Atlanta Falcons. Nel 2015 fu convocato per il primo Pro Bowl in carriera al posto dello squalificato Marcel Reece degli Oakland Raiders ed inserito nel Second-team All-Pro. Il 5 febbraio 2017, DiMarco partì come titolare nel Super Bowl LI in cui i Falcons furono battuti ai tempi supplementari dai New England Patriots dopo avere sprecato un vantaggio di 28-3 a tre minuti dal termine del terzo quarto.

### Buffalo Bills
Il 9 marzo 2017, DiMarco firmò con i Buffalo Bills dove passò gli ultimi tre anni della carriera.

## Palmarès

### Franchigia
- National Football Conference Championship: 1

Atlanta Falcons: 2016

### Individuale
- Convocazioni al Pro Bowl: 1

2015
- Second-team All-Pro: 1

2015

## Statistiche
| Partite totali         | 49  |
| Partite da titolare    | 28  |
| Yard ricevute          | 214 |
| Touchdown su ricezione | 3   |

Statistiche aggiornate alla stagione 2015